# 輔行訣臟腑用藥法要
《輔行訣臟腑用藥法要》，簡稱《輔行訣》。
此書為陶弘景收錄《湯液經法》部分方劑，加以《黃帝內經》條文，以五臟補瀉原理編寫成此書，充斥著道教養生修真思想。多數方劑與《傷寒雜病論》同源於《湯液經法》。此書起初並未廣傳於世，然而因近代敦煌文獻的出土而被收藏、出版，成為了解中醫早期發展的重要參考文獻之一。

## 近代版本源流
20世紀初期，敦煌莫高窟道士王圓籙販售藏經洞出土的古經卷，1918年，將諸經卷中的《輔行訣》一書售予時任湖北軍馬總稽查張偓南，該書最終傳於偓南嫡孫名醫張大昌（張唯靜）。1965年，張大昌將其書抄寫副本獻給中醫研究院，1966年文化大革命張氏家中原卷及副本被毀，1974年張大昌再度向中國中醫研究院獻書，該版本為張氏依據學生筆記及自身記憶還原。1988年該院馬繼興出版《敦煌古醫籍考釋》登載校刊過的《輔行訣》，公之於世。
由於原卷已毀，後世復原及校勘依據1964至1980年張氏、諸弟子等人的抄本、再抄本。據趙懷舟研究，諸傳抄本（除了張大昌1980依據祖父醫集所抄之張氏別抄本）有四個共同點：1. 包含金石藥的內容；2.多數有後人添加的方藥表格；3. 可依傳抄本間的差異分為1965年、1970年、1975年三大類；4. 1975年後的傳抄本類，張大昌新增大小勾陳湯、大小螣蛇湯。公開出版的諸版本（除了1996年張氏諸弟子整理不同傳抄本，出版的《經法述義》）則無金石藥及後人添加方藥表格，主體行文均出於1965傳抄本類；惟早期公開出版諸本無大小勾陳、螣蛇湯，後來所出版本才添上。

## 該書特色
1. 該書之「五味」不同於常見的五味，可能依據《素問・藏氣法時論》[9]的五臟苦欲補瀉為基礎改作。
2. 該書「君臣佐使」從《湯液經法》，異於《神農本草經》將藥物分三品三級[10]，而是依據補瀉、數量區分[11]。
3. 該書保存張仲景使用《湯液經法》方劑之原名。[12]它有助於了解《傷寒論》方劑來源與早期中醫發展，對於現代中醫史家有很高的參考價值。

## 爭議
依考據，書中大小勾陳湯、大小螣蛇湯為張大昌根據《千金要方》等古籍所添加，原本無。